# Chi Ác là
Chi Ác là (danh pháp khoa học: Pica) là một chi với 3-4 loài chim trong họ Quạ (Corvidae) ở cả Cựu thế giới lẫn Tân thế giới. Chúng có đuôi dài và bộ lông chủ yếu là màu trắng đen. Một loài (P. pica) phân bố rộng từ châu Âu qua châu Á, một loài (P. hudsonia) có mặt tại khu vực Bắc Mỹ và loài thứ ba (P. nuttalli) chỉ sống hạn chế trong khu vực California.
Hai loài sau được coi là có quan hệ họ hàng gần gũi với các loài giẻ cùi (Urocissa và Cissa spp.) ở châu Á, nhưng nghiên cứu gần đây của Ericson và ctv., (2005) cho rằng các họ hàng gần gũi của chúng thực ra là các loài quạ thật sự (Corvus spp.) ở đại lục Á-Âu.
Trước đây người ta thường công nhận 2 tới 3 loài, với một loài mỏ vàng và 1-2 loài mỏ đen. Nghiên cứu gần đây đã đặt ra nghi vấn về phân loại của ác là chi Pica, và cụ thể là sự phân loại nội bộ loài Pica pica. P. hudsonia và P. nuttalli là các họ hàng gần gũi nhất của nhau, nhưng có thể không hẳn đã là các loài khác biệt. Tuy nhiên, nếu chúng là khác nhau thì ít nhất là chủng Triều Tiên của P. pica cũng nên được coi là loài riêng biệt.

## Các loài
- Pica pica: Ác là.
- Pica mauritanica: Ác là Maghreb.
- Pica asirensis: Ác là Asir.
- Pica nuttalli: Ác là mỏ vàng.
- Pica hudsonia: Ác là mỏ đen.
- Pica serica: Ác là phương Đông.
- Pica bottanensis: Ác là phao câu đen.

Loài tiền sử của chi Pica, với danh pháp Pica mourerae, được biết đến từ các hóa thạch tìm thấy trong ranh giới địa tầng Pliocen-Pleistocen tại Mallorca.

## Hình ảnh

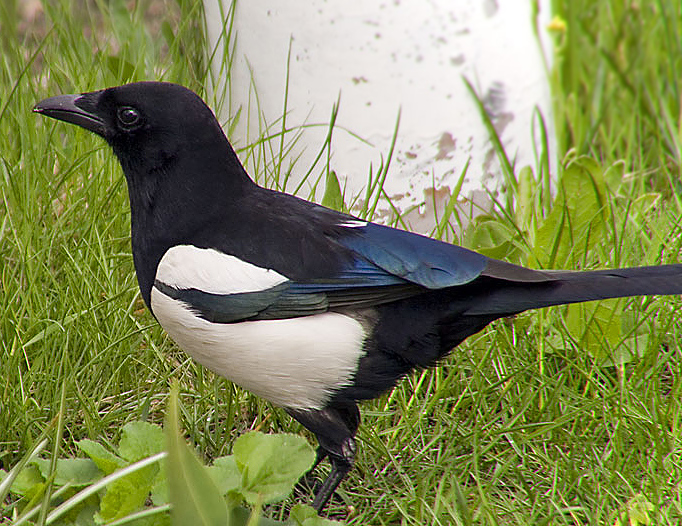
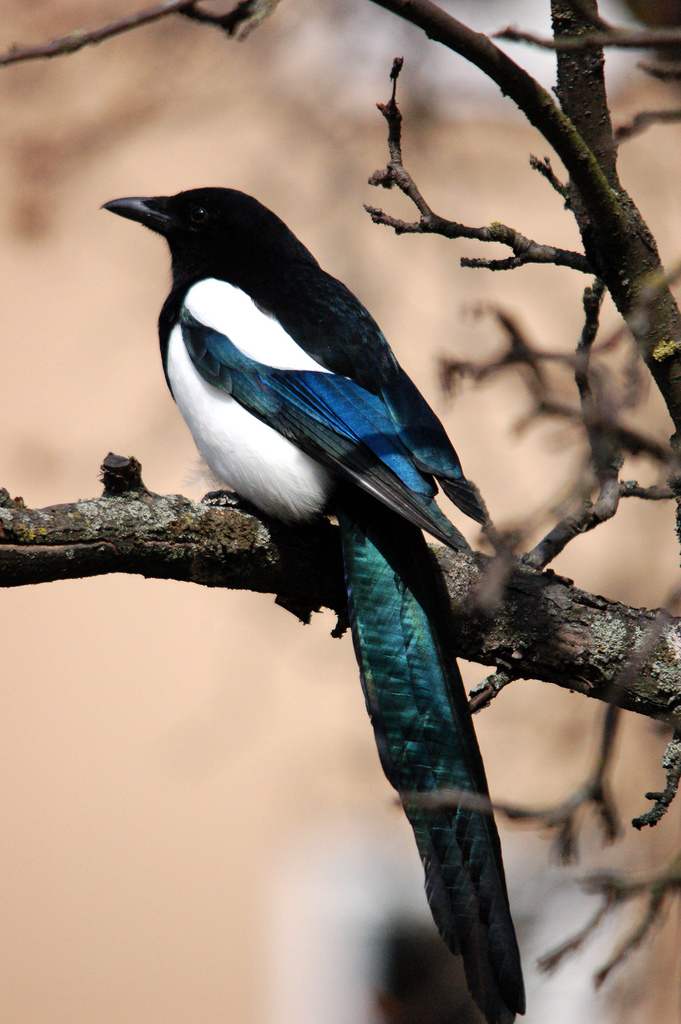